# Roland Michener
Daniel Roland Michener (Lacombe, 19 de abril de 1900 – Toronto, 6 de agosto de 1991) fue un abogado, político y diplomático canadiense que ejerció como gobernador general de Canadá de 1967 a 1974.
Nacido en Alberta y educado en Oxford, Michener practicó la abogacía en Canadá hasta que entró a la política provincial de Ontario en 1943. Su carrera en la política federal comenzó la década siguiente, al ser electo a la Cámara de los Comunes en 1957, de la que fue presidente hasta 1962. Ejerció posiciones diplomáticas de 1964 a 1967, año en el que fue designado gobernador general por la reina de Canadá, Isabel II, por recomendación del primer ministro Lester B. Pearson.